# Josef Karas (politik)
Josef Karas (21. března 1867 Městečko – 1. srpna 1943 Křivoklát) byl český a československý právník, politik a meziválečný senátor Národního shromáždění ČSR za Československou stranu lidovou.

## Biografie
Pocházel ze selské rodiny. Jeho otec vlastnil les, který je dnes součástí lánské obory a nazývá se Karasův důl. Dětství prožil na Rakovnicku. Vystudoval právnickou fakultu v Praze. V letech 1893–1896 byl vychovatelem u knížete Lobkovice. Od 1896 byl zaměstnán ve státní správě, nejdříve jako tajemník na Českém místodržitelství v Praze a od roku 1918 u zemského výboru, kde se stal odborovým přednostou. V období let 1896–1918 byl tajemníkem Českého zemského sněmu. Byl členem řady společností a spolků (předseda spolku katolických rodičů, bratrstva sv. Michaela, člen výboru Společnosti Bílého kříže). Za svoji činnost byl vyznamenán jako komandér papežského Řádu sv. Řehoře Velikého.
V parlamentních volbách v roce 1920 získal za lidovce senátorské křeslo v Národním shromáždění. Mandát obhájil v parlamentních volbách v roce 1925, parlamentních volbách v roce 1929 a parlamentních volbách v roce 1935. V senátu zasedal do jeho zrušení roku 1939. Předtím v prosinci 1938 ještě přestoupil do senátorského klubu nově zřízené Strany národní jednoty.
Profesí byl k roku 1920 vrchním radou zemského správního výboru v Praze.